# リオネル・アルヴァレス
リオネル・デ・ヘスス・アルヴァレス・スレータ（Leonel de Jesús Álvarez Zuleta, 1965年7月29日 - ）は、コロンビア・レメディオス出身の元サッカー選手、指導者。元コロンビア代表。現役時代のポジションはMF。

## 経歴
コロンビア代表の一員としても長年に渡ってプレー、1990年、1994年のFIFAワールドカップを含む、通算101試合に出場した。
フランシスコ・マツラナ監督指揮下のナシオナル・メデジンでは、1989年にコパ・リベルタドーレスで優勝、同年のインターコンチネンタルカップではACミランに惜敗した。1990-91年シーズンからの2シーズンをスペインのレアル・バリャドリードで過ごした。その後はMLSのニューイングランド・レボリューションやダラス・バーンズなどでプレーした。1996年にはMLSオールスターゲーム1996に出場、MLSベストイレブンにも選出された。

## 代表歴

### 出場大会
- コロンビア代表
  - 1990 FIFAワールドカップ
  - 1994 FIFAワールドカップ

### 試合数
- 国際Aマッチ 101試合 1得点（1985年-1997年）[5]

| コロンビア代表 | 国際Aマッチ | 国際Aマッチ |
| 年             | 出場        | 得点        |
| -------------- | ----------- | ----------- |
| 1985           | 2           | 0           |
| 1986           | 0           | 0           |
| 1987           | 6           | 1           |
| 1988           | 6           | 0           |
| 1989           | 15          | 0           |
| 1990           | 10          | 0           |
| 1991           | 7           | 0           |
| 1992           | 1           | 0           |
| 1993           | 13          | 0           |
| 1994           | 16          | 0           |
| 1995           | 11          | 0           |
| 1996           | 8           | 0           |
| 1997           | 6           | 0           |
| 通算           | 101         | 1           |

## タイトル
- コパ・リベルタドーレス : 1989
- MLSベストイレブン : 1996
- 南米年間ベストイレブン : 1990, 1993, 1995